# Isostola tenebrata
Isostola tenebrata là một loài bướm đêm thuộc phân họ Arctiinae, họ Erebidae.